# Georgi Parvanov
Georgi Parvanov (teljes neve: Georgi Szedefcsov Parvanov, bolgárul: Георги Седефчов Първанов) (Sziristnik, 1957. június 28. –) bolgár történész, politikus, Bulgária köztársasági elnöke 2002 és 2012 között. A Bolgár Kommunista Párt, majd a Bolgár Szocialista Párt tagja volt 1981–2001 között. Bulgária elnöksége idején vált az EU és a NATO tagjává.

## Életrajza

### Fiatalkora
Egy Pernik megyei faluban, Sziristnikben született. 1981-ben történelem szakon végzett a Szófiai Egyetemen. Belépett a Bolgár Kommunista Pártba, és annak történettudományi intézetében indult történészi karrierje. 1988-ban doktorátust szerzett.

### Politikai pályafutása
1991-ben kezdett politizálni, és 1994-ben az ekkorra Bolgár Szocialista Párt névre keresztelt párt végrehajtó bizottságának elnökhelyettesévé választották. 1996-ban a párt elnökévé választották, posztját 2000-ben megvédte.
A 2001-es elnökválasztáson – a hivatalban lévő Petar Sztojanov ellenében – Bulgária köztársasági elnökévé választották. 2006-ban újraválasztották. Az ország EU és NATO tagságának támogatójaként lépett föl, hazája elnöksége alatt lett 2004-ben a NATO, és 2007-ben az EU tagja. Ezzel párhuzamosan ugyanakkor törekedett az Oroszországhoz fűződő viszony szorosabbá tételére is.